# Sarkhadabad
Sarkhadabad är en ort i Azerbajdzjan.   Den ligger i distriktet Cəlilabad Rayonu, i den sydöstra delen av landet, 180 km sydväst om huvudstaden Baku. Sarkhadabad ligger 69 meter över havet och antalet invånare är 1 595.
Terrängen runt Sarkhadabad är huvudsakligen platt, men västerut är den kuperad. Närmaste större samhälle är Dzhalilabad, 5,3 km sydost om Sarkhadabad.
Trakten runt Sarkhadabad består till största delen av jordbruksmark. Runt Sarkhadabad är det ganska tätbefolkat, med 104 invånare per kvadratkilometer.